# Stenowithius bayoni
Espèce
Synonymes
- Chelifer bayoni Ellingsen, 1910
- Stenowithius ugandanus Beier, 1932

Stenowithius bayoni est une espèce de pseudoscorpions de la famille des Withiidae.

## Distribution
Cette espèce se rencontre en Ouganda, au Kenya, au Congo-Kinshasa, au Malawi, au Mozambique et en Afrique du Sud.

## Description
La femelle holotype mesure 3,6 mm.

## Liste des sous-espèces
Selon Pseudoscorpions of the World (version 3.0) :
- Stenowithius bayoni angustus Beier, 1964
- Stenowithius bayoni bayoni (Ellingsen, 1910)

## Étymologie
Cette espèce est nommée en l'honneur d'Enrico Pietro Bayon (1876-1952).

## Publications originales
- Ellingsen, 1910 : Pseudoscorpions from Uganda collected by Dr. E. Bayon. Annali del Museo Civico di Storia Naturale di Genova, sér. 3, vol. 4, p. 536-538 (texte intégral).
- Beier, 1964 : Weiteres zur Kenntnis der Pseudoscorpioniden-Fauna des südlichen Afrika. Annals of the Natal Museum, vol. 16, p. 30-90 (texte intégral).